# Bertrana
Bertrana Keyserling, 1884 è un genere di ragni appartenente alla famiglia Araneidae.

## Distribuzione
Le specie oggi note di questo genere sono state rinvenute in America meridionale e centrale (Costa Rica e Panama).

## Tassonomia
Considerato sinonimo anteriore di Diotherisoma Caporiacco, 1947, secondo lo studio sulla specie tipo Diotherisoma strandi Caporiacco, 1947, effettuato dall'aracnologo Levi in una pubblicazione di Coddington del 1986.
A dicembre 2012, si compone di 12 specie:
- Bertrana abbreviata (Keyserling, 1879) — Colombia
- Bertrana arena Levi, 1989 — Costa Rica
- Bertrana benuta Levi, 1994 — Colombia
- Bertrana elinguis (Keyserling, 1883) — Ecuador, Perù, Brasile
- Bertrana laselva Levi, 1989 — Costa Rica
- Bertrana nancho Levi, 1989 — Perù
- Bertrana planada Levi, 1989 — Colombia, Ecuador
- Bertrana poa Levi, 1994 — Ecuador
- Bertrana rufostriata Simon, 1893 — Venezuela, Brasile
- Bertrana striolata Keyserling, 1884[2] — dalla Costa Rica all'Argentina
- Bertrana urahua Levi, 1994 — Ecuador
- Bertrana vella Levi, 1989 — Panama, Colombia

### Specie trasferite
- Bertrana errans (Roewer, 1942); trasferita al genere Metazygia F. O. P.-Cambridge, 1904[1].
- Bertrana erratica (Keyserling, 1883); trasferita al genere Metazygia F. O. P.-Cambridge, 1904.
- Bertrana farri Archer, 1958; trasferita al genere Lewisepeira Levi, 1993.

### Sinonimi
- Bertrana flavosellata Simon, 1893; posta in sinonimia con B. elinguis (Keyserling, 1883) a seguito di un lavoro di Levi del 1989[1].
- Bertrana hieroglyphica Petrunkevitch, 1925; posta in sinonimia con B. striolata Keyserling, 1884 a seguito di un lavoro di Levi del 1989
- Bertrana strandi (Caporiacco, 1947); posta in sinonimia con B. striolata Keyserling, 1884 a seguito di un lavoro di Levi del 1989